# Newton Henry Mason
Newton Henry Mason (* 24. Dezember 1918 in New York City; † 8. oder 9. Mai 1942) war ein US-amerikanischer Marineangehöriger im Zweiten Weltkrieg. 
Mason verpflichtete sich am 7. November 1940 als Matrose in der United States Naval Reserve und wurde am 10. Februar 1941 zum Ensign befördert. Zwischen dem 8. Mai und 9. Mai 1942 starb er nach einem Luftangriff der japanischen Truppen in der Schlacht im Korallenmeer.  Newton Henry Mason wurde posthum mit dem Distinguished Flying Cross für sein Können und Mut in der Schlacht ausgezeichnet.
Nach ihm wurde der Geleitzerstörer USS Mason (Kennung: DE-529) benannt.
| Personendaten    | Personendaten                                            |
| ---------------- | -------------------------------------------------------- |
| NAME             | Mason, Newton Henry                                      |
| KURZBESCHREIBUNG | US-amerikanischer Marineangehöriger im Zweiten Weltkrieg |
| GEBURTSDATUM     | 24. Dezember 1918                                        |
| GEBURTSORT       | New York City                                            |
| STERBEDATUM      | 8. Mai 1942 oder 9. Mai 1942                             |